# Palazzo Santa Maria Porta Coeli
Il palazzo Santa Maria Porta Coeli è un palazzo storico di Napoli, sito in via Duomo n. 219 e oggi una delle sedi dell'Università "L'Orientale".
Il nome deriva dalla presenza, sullo stesso sito, della chiesa di Santa Maria Porta Coeli alle Crocelle, demolita poi per far posto alla nuova via Duomo, costruita dopo l'Unità d'Italia insieme all'attuale palazzo.

## Storia

### I crociferi
Nel 1588 San Camillo de Lellis fu invitato ad aprire in città una casa del suo Ordine dei ministri degli infermi, detto anche "dei crociferi" per la croce ricamata sulle loro tonache (da ciò anche il toponimo Crocelle). Dal momento che non ebbero nei primi tempi una stabile dimora, alcune nobildonne comprarono un preesistente palazzo dei Galeota e lo donarono all'ordine che lo modificò facendogli assumere quindi le funzioni di convento di carità e assistenza e di chiesa della comunità.
La struttura religiosa fu anche restaurata nel XVIII secolo dai fratelli Bartolomeo e Luca Vecchione, ma nel 1865 i crociferi furono espulsi per fruire del complesso per attività municipali e militari. Nel 1870 la chiesa fu demolita per l'allargamento di via Duomo.

### Il nuovo uso della struttura
L'Istituto orientale prese in affitto il secondo piano dell'edificio nel 1896, per circa trent'anni fino al 1925, insieme all'Accademia Pontaniana e alla Società Africana. Nell'edificio era già ospitata la Biblioteca della ex Provincia di Napoli, che l'Orientale gestì fino al suo trasferimento nella biblioteca nazionale di Napoli. Gli spazi troppo ridotti costrinsero l'Istituto ad abbandonare successivamente l'edificio. Solo nel 1999, di nuovo per esigenze di spazi, i vertici amministrativi dell'Università decisero di acquistare l'edificio che una volta ne era stata sede provvisoria.

## Descrizione
La destinazione originaria dell'edificio è evidente nella sua struttura: le volte a crociera dei corridoi, le celle che danno sugli stessi (ora trasformati in studi dei docenti), il refettorio ora sede delle sale di lettura delle biblioteche, le cucine del convento che danno sul cortile interno. Quest'ultimo ha la particolarità di essere accessibile dal primo piano dell'edificio, entrando dall'ingresso di via Duomo, in quanto l'ingresso originario del porticato era su via Carminiello ai Mannesi, dove in epoca romana erano situate le terme (sono visibili tra i ruderi della vicina chiesa del Carminiello ai Mannesi vestigia di un'insula romana). 
Oggi il palazzo ospita i Dipartimenti di studi comparati, di studi dell'Europa orientale, e di studi letterari e linguistici dell'Europa. Nello stesso edificio è sita anche la biblioteca Europa, frutto dell'unificazione delle biblioteche dei tre dipartimenti, che possiede circa 280.000 volumi.